# 역사에 남을 악녀가 될 거야
역사에 남을 악녀가 될 거야(歴史に残る悪女になるぞ, I'll Become a Villainess Who Goes Down in History)는 오오키도 이즈미가 글을 쓰고 하야세 준이 그림을 그린 일본의 라이트 노벨 시리즈이다. 2018년 12월부터사용자 제작 소설 출판 웹사이트인 소설가가 되자에서 온라인 연재 중이다. TV 애니메이션 시리즈는 2024년 10월부터 12월까지 방송되었다.